# Solliès-Ville
Solliès-Ville ist eine französische Gemeinde mit 2532 Einwohnern (Stand 1. Januar 2022) im Département Var in der Region Provence-Alpes-Côte d’Azur. Sie gehört zum Kanton Solliès-Pont im Arrondissement Toulon.

## Geographie
Das alte Dorf von Solliès-Ville liegt an einem Hügel, der das Gapeautal überragt. Weiter unten liegt Solliès-Pont in der Ebene, die für ihre Obstplantagen bekannt ist, in denen insbesondere Kirschen und Feigen angebaut werden.

## Geschichte
Solliès-Ville war früher Teil der Gemeinde Solliès, die 1799 in die Gemeinden Solliès-Ville, Solliès-Pont, Solliès-Toucas und Solliès-Farlède aufgeteilt wurde.

## Sehenswürdigkeiten
Die Kirche ist ein interessantes romanisches Bauwerk. Im Inneren sieht man auf der linken Seite ein schönes Retabel aus dem 17. Jahrhundert. Zwischen diesem und der Kanzel befindet sich ein weiteres Retabel aus dem 14. Jahrhundert. Der Hauptaltar, der mit einem Ciborium aus dem 15. Jahrhundert versehen ist, besteht aus einem einzigen, 6 m hohen Stein. Die Orgel wurde ebenfalls im 15. Jahrhundert von einem Mönch gebaut. Sie besteht aus Nußbaum und zählt zu den ältesten Orgeln Frankreichs. In der Krypta befindet sich die Grabstätte der Herren von Solliès.

## Persönlichkeiten
Der Dichter, Romancier und Dramatiker Jean Aicard (1848–1921) hatte ein Haus in Solliès-Ville, das von zahlreichen Verehrern des Dichters aufgesucht wird. Im Haus wurde ein kleines Museum eingerichtet.